# Джангайл

Джангайл (кирг. Жаңы-Айыл) — один из эксклавов Узбекистана. Анклав в Баткенской области Кыргызстана. Согласно административному делению Узбекистана, относится к территории Ферганского района Ферганской области. Территория анклава — менее 1 км². Из четырех анклавов Узбекистана в Кыргызстане, Джангайл — самый маленький и наиболее приближенный к границе материнского государства.  Расстояние до Узбекистана составляет 0.76 километров.